# Claudia hat 'nen Schäferhund
Claudia hat 'nen Schäferhund (niem. Klaudia ma owczarka) – utwór niemieckiego zespołu punkrockowego Die Ärzte z albumu Debil z 1984. Wystąpił również na płycie Ab 18, wydanym w 1987 r.
W założeniu dowcipny tekst utworu wzbudził poważne kontrowersje, jako że traktował o dziewczynce mającej skłonności zoofilne i praktykującej współżycie z psem. Wkrótce utwór doczekał się kontynuacji (Claudia II), w której psa zastąpił koń.
10 czerwca 1987 piosenka znalazła się na indeksie zachodnioniemieckiej cenzury obyczajowej, Bundesprüfstelle für jugendgefährdende Schriften. Oznaczało to zakaz wykonywania utworu na koncertach, na które wstęp mają osoby niepełnoletnie (stanowiły one większość wielbicieli grupy), a przede wszystkim spowodowało wycofanie płyty ze sklepów i zerwanie umów przez większość stacji telewizyjnych. W 1988 grupa wykonywała zatem zmienioną wersję piosenki pod tytułem Claudia III, w której refrenie tytułowa bohaterka uprawiała chrześcijański stosunek seksualny.
W 2003 w piosence Dinge von denen Die Ärzte nawiązali do zakazanej piosenki, określanej w skrócie jako Claudias Schäferhund, przy pomocy gry słów Claudia Schiffers Hund (pies Claudii Schiffer).
Dopiero 29 października 2004 urząd cenzorski zdecydował o wycofaniu utworu z indeksu. W uzasadnieniu napisano, że dla dzisiejszej młodzeży ze względu na [jej] doświadczenie z mediami zakwalifikowanie [tekstu piosenki] jako fikcji nie stanowi trudności. Nadal na indeksie znajduje się natomiast inny zamieszczony tam w 1987 r. z podobnych przyczyn utwór, Geschwisterliebe.